# Капуш, Рихард
Рихард Капуш (словац. Richard Kapuš, 9 февраля 1973, Братислава) — словацкий хоккеист, центральный нападающий. Выступал значительную часть на протяжении карьеры за братиславский «Слован», а также играл в КХЛ за новокузнецкий «Металлург» и тольяттинскую «Ладу». Вице-чемпион мира 2000 года, бронзовый призёр чемпионата мира 2003 года.

## Биография

### Клубная карьера
Воспитанник школы братиславского «Слована», один из известнейших игроков словацкого хоккея. В составе «Слована» провёл 8 сезонов, в 6 из которых завоёвывал титул чемпиона Словакии. В сезоне 2003/2004 он попал в чемпионат России, где выступал за омский «Авангард», а перед сезоном 2005/2006 заключил контракт с новокузнецким «Металлургом». В сезоне 2006/2007 в гонке лучших бомбардиров клуба занимал 4-е место по очкам, однако свой контракт не продлил, несмотря на заявления о готовности продолжить выступать в России. 29 июня 2007 года Капуш подписал трёхлетний контракт со «Слованом». Выступал на позиции центрального нападающего в звене с Радославом Кропачем и Любомиром Пиштеком. В финальной серии его «Слован» с большим трудом одержал победу над «Кошице» со счётом 4:3, а Капуш выиграл рекордный шестой титул чемпиона страны.
Перед сезоном 2008/2009 Капуш перешёл в «Металлург» из Новокузнецка и дебютировал в КХЛ, отличившись 10 раз и сделав 20 голевых передач, а позже перешёл в «Ладу». В сезоне 2010/2011 он снова стал игроком «Слована», заняв 2-е место по результативности после Яна Липьянского, однако президент клуба Марош Крайчи обвинил Капуша в нежелании сосредотачиваться на хоккее и добился временного отстранения того от выступлений. В сезоне 2011/2012 играл за «Банску-Бистрицу», однако в конце октября был исключён из состава тренером Алпо Сухоненом за слишком медленный стиль игры, хотя по скорости превосходил 60% хоккеистов. В январе 2012 года подписал контракт с киевским «Беркутом», где и закончил карьеру. С октября 2012 года — тренер молодёжного состава «Слована».

### Карьера в сборной
В активе Капуша есть выступления за юниорскую и молодёжную сборные Чехословакии: с первой он выиграл чемпионат Европы, а со второй завоевал бронзовые медали чемпионата мира. Капуш выступал за сборную Словакии под номером 22, участвовал в Олимпийских играх 2002 и 2006 годов, играл на чемпионатах мира 1998, 1999, 2000, 2003, 2004, 2006 и 2007 годов. В 2000 году в составе словацкой сборной Капуш завоевал серебряные медали, а в 2003 году — бронзовые медали. В 136 играх за словацкую сборную Рихард забросил 16 шайб.
Выступление на Олимпиаде в Турине закончилось для Словакии в четвертьфинале (итоговое 5-е место). Капуш на турнире был центральным нападающим второго звена вместе с Петером Бондрой и Мирославом Шатаном. Заработал 2 очка благодаря двум голевым передачам на Петера Бондру, сделанных соответственно в матчах против сборных США и Казахстана, завершившихся с одинаковым победным счётом 2:1 в пользу словацкой команды. В том же году на чемпионате мира в Латвии из-за травмы Мариана Хоссы он принял должность капитана сборной, отличившись трижды и сделав две голевые передачи. В 2007 году на чемпионате мира в Москве Капуш играл в звене с Мирославом Шатаном и Мареком Урамом, отличившись трижды за турнир: он забрасывал шайбы в ворота сборных Германии (5:1), Чехии (3:2) и Швеции (4:7), а также сделал пять голевых передач. По показателю полезности его обошёл только Мариан Габорик.
В 2008 году Капуш завоевал серебряные медали чемпионата мира по инлайн-хоккею.

### Семья
Капуш с супругой Евой прожил 17 лет и после этого развёлся. В браке родились дочь Габриэла и сын Марцел.

## Достижения

### Клубные
- Чемпион Словакии: 1998, 2000, 2002, 2003, 2005, 2008 (все — «Слован»)
- Вице-чемпион Словакии: 1999 («Слован»)
- Участник Матча всех звёзд Словацкой Экстралиги: 2000, 2003
- Чемпион России в составе омского "Авангарда" 2004.

### Личные
- Медаль Президента Словацкой Республики (14 мая 2003 года)[8]

### В сборной
- Чемпион Европы среди юниоров: 1991 (Чехословакия)
- Бронзовый призёр чемпионата мира среди юниоров: 1993 (Чехословакия)
- Серебряный призёр чемпионата мира: 2000 (Словакия)
- Бронзовый призёр чемпионата мира: 2003 (Словакия)
- Серебряный призёр чемпионата мира по инлайн-хоккею: 2008 (Словакия)

## Статистика
Статистика по состоянию на конец сезона 2010/2011